# Resolutie 322 Veiligheidsraad Verenigde Naties
Resolutie 322 van de Veiligheidsraad van de Verenigde Naties werd  op 22 november 1972 unaniem door de vijftien leden van de VN-Veiligheidsraad aangenomen. De resolutie riep Portugal op om de oorlog tegen onafhankelijkheidsbewegingen in zijn Afrikaanse koloniën te staken en onderhandelingen te starten.

## Achtergrond
Toen na de Tweede Wereldoorlog de dekolonisatie van Afrika op gang kwam, ontstonden ook in de Portugese koloniën op het continent onafhankelijkheidsbewegingen. In tegenstelling tot andere Europese landen voerde het dictatoriale regime dat Portugal destijds kende dertien jaar lang oorlog in Angola, Guinee-Bissau, Kaapverdië en Mozambique. Behalve in Guinee-Bissau kon het Portugese leger overal de bovenhand halen, maar de oorlog kostte handenvol geld en het land raakte internationaal geïsoleerd. Pas toen de Anjerrevolutie in 1974 een einde maakte aan de dictatuur, werden ook de koloniën als laatsten in Afrika onafhankelijk.

## Inhoud
In 1960 had de Algemene Vergadering middels 1514 (XV) erkend dat volkeren in kolonies recht hebben op onafhankelijkheid. Op 14 november 1972 had ze zich middels 2918 (XXVII) uitgesproken voor de onafhankelijkheid van Portugals koloniën, en Portugal gemaand de oorlog te stoppen. Intussen had de Organisatie van Afrikaanse Eenheid de onafhankelijkheidsbewegingen in Angola, Guinee-Bissau en Kaapverdië en Mozambique erkent als wettige vertegenwoordigers van de volkeren van deze territoria.
Portugal werd wederom opgeroepen om onmiddellijk zijn militaire operaties en de repressie te stoppen, en onderhandelingen aan te gaan om het conflict op te lossen.

## Verwante resoluties
- Resolutie 312 Veiligheidsraad Verenigde Naties
- Resolutie 321 Veiligheidsraad Verenigde Naties

Lijst ·  308 ·  309 ·  310 ·  311 ·  312 ·  313 ·  314 ·  315 ·  316 ·  317 ·  318 ·  319 ·  320 ·  321 ·  322 ·  323 ·  324